# Unidad de Policía Especial Omega
La Unidad de Policía Especial Omega (Specijalne jedinice policije Omega) fue una estructura policial Croata con capacitación militar dependiente del departamento de policía de Bjelovar, de activa participación en los principales combates que se dieron en Eslavonia Occidental entre 1991 y 1995. La unidad fue desactivada en 2001.
Su primera operación fue en marzo de 1991, en Pakrac. En septiembre, la unidad tuvo participación en la toma de los cuarteles del Ejército Popular Yugoslavo en Doljani y Bjelovar. Omega continuó su lucha en el sector Pakrac - Lipik, donde realizó hasta nueve intervenciones hasta finales de 1991. Participó en la Operación Otkos - 10 (liberación de la región de Bilogora), posteriormente lo hizo en las operaciones de liberación Papuk-91 y Alfa. 
Durante la Guerra de Croacia, seis miembros de la unidad fueron muertos.

## Orígenes y evolución
Luego de las primeras elecciones en Croacia de abril de 1990, la población serbia y el Ejército Popular Yugoslavo adoptan una postura contraria a los cambios buscando mantener la unidad del país. La policía era la única fuerza con que contaba Croacia para poder hacer cumplimentar sus aspiraciones. Al no poder tener la República Socialista de Croacia su propio ejército al estar enmarcada en Yugoslavia, la policía pasó a tener un rol clave.
En el año 1990, se constituye el Departamento (o Administración) de Policía (Policijska uprava - PU) Bjelovar. Este era una de las más grandes estructuras organizativas del Ministerio del Interior de la República de Croacia. Su zona de responsabilidad incluía nueve municipios con el mismo número de estaciones de policía (PS): Bjelovar, Čazma, Daruvar, Grubišno Polje, Đurđevac, Koprivnica, Križevci, Pakrac y Virovitica.

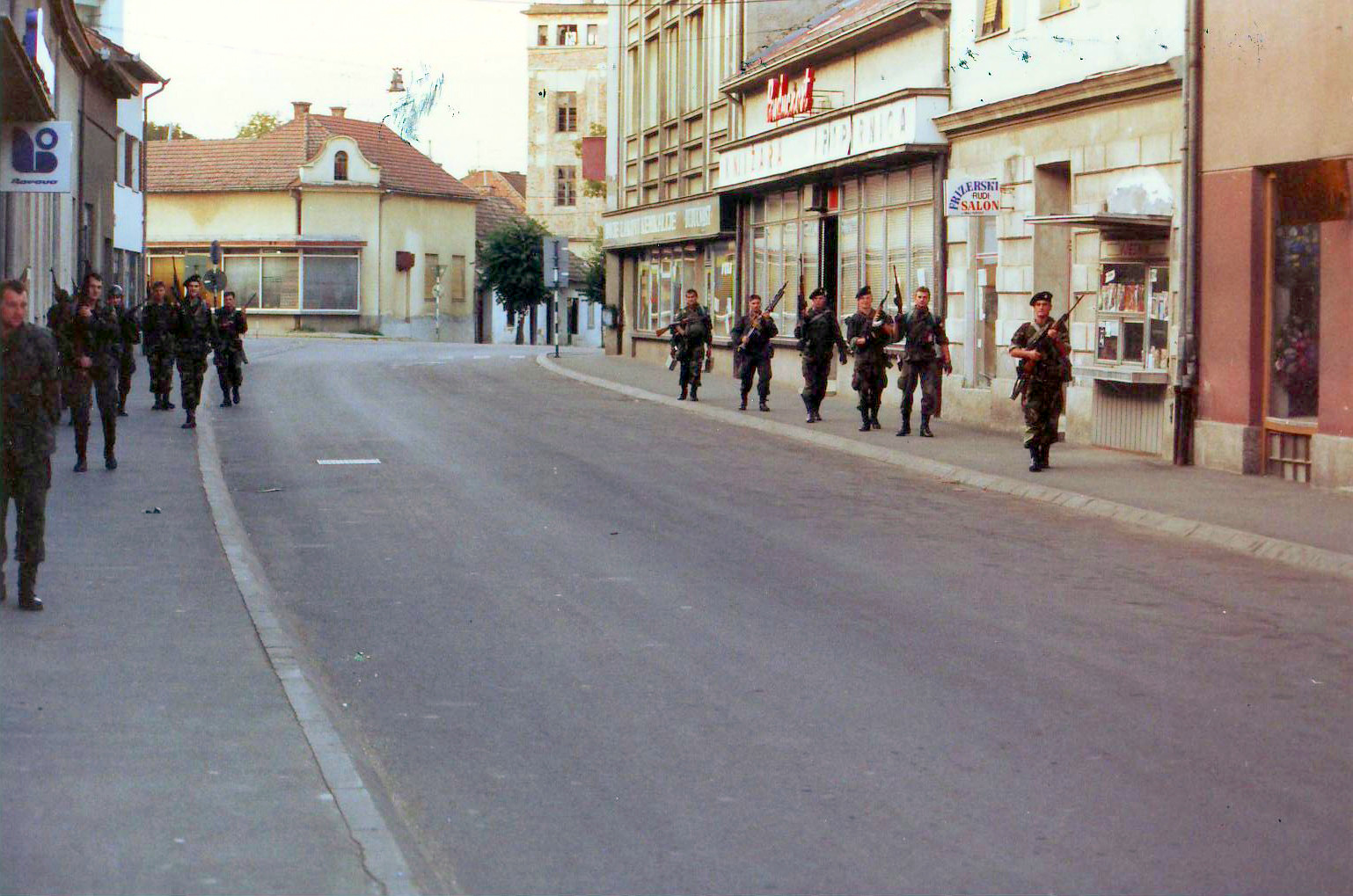
Miembros de la Policía Especial Omega de Bjelovar en Pakrac el 19 de agosto de 1991

Su creación fue una forma de diferenciarse de las estructuras yugoslavas (milicias) heredadas. Croacia intentó transformar sus organizaciones internas por los cual el Secretariado Republicano de Interior pasó a ser Ministerio del Interior; los secretariados regionales de interior pasaron a ser departamentos policiales, las estaciones de seguridad pública pasaron a ser estaciones de policía.
En otoño de 1990, se incrementó el conflicto interétnico en Eslavonia Occidental. Los incidentes principales tienen lugar en las municipalidades con mayoría Serbia como eran  Pakrac, Daruvar, Grubišno Polje y Virovitica. En ellas se producen algunos ataques a estaciones policiales con el fin de obtener armamento. Al final del año, aparecieron barricadas en los caminos alrededor de Pakrac.
Por lo tanto, la policía de Bjelovar también participó de los preparativos para la confrontación que arrancaron en 1990. En el marco de estos preparativos, por decisión del Ministro del Interior del 23 de febrero de 1991, dentro de la composición policial activa del Departamento de Policía de Bjelovar, se ordenó formar una Unidad Especial de Policía (Posebna jedinica policije - PJP) reclutando su personal de las estaciones policiales dependientes. La PJP fue la primera de su tipo de carácter regional establecida en Croacia.
Siguiendo las instrucciones del Ministro del Interior, el 5 de marzo de 1991 la PJP se convirtió en una unidad de composición permanente. En la misma orden se estableció su organización, su equipamiento y su capacitación. Su tarea sería realizar tareas de seguridad pública según lo establecido en el reglamento sobre organización interna, la participación directa en el mantenimiento y el establecimiento de un orden público perturbado y la paz en mayor escala, tomar medidas y brindar asistencia en caso de desastres naturales.
Por decisión del Ministro del Interior de 4 de diciembre de 1991, la PJP pasa a renombrarse como SJP (mantiene significado en español: Unidad Especial de Policía) (Specijalna jedinica policije - SJP).
Su nombre se originó a partir del indicativo de llamada en el sistema de comunicaciones del Ministerio del Interior, donde Mirko Kirin (jefe del Departamento Bjelovar) tenía el de Vihor y Hamdija Mašinović (primer jefe de PJP) el de Omega. Este indicativo de llamada fue luego usado como nombre a toda la Unidad y gradualmente fue aceptado como su nombre oficial.
La PJP o SJP contó inicialmente con 80 integrantes de la policía seleccionados de las estaciones de policía de Bjelovar, Križevci, Koprivnica, Đurđevac, Virovitica, Čazma, Daruvar, Grubišni polje y Pakrac, estructurados en una compañía. La unidad estaba conformada por tres secciones (pelotones), cada una de las cuales tenía tres grupos aproximadamente de diez integrantes.
Con sus primeras acciones, Omega comenzó a recibir voluntarios en la composición de la reserva. El 25 de noviembre de 1991 se llevó a cabo la selección del personal que se incluiría dentro de Omega como reserva. Muchos de estos miembros participarán en combate. Durante toda la campaña, 418 miembros integraron la reserva de Omega.
El incremento de efectivos permitió conformar en abril de 1991 una segunda compañía con cuatro secciones a órdenes de Josip Trogrlić. Pasó por la unidad 302 miembros activos y 418 de reserva.

### Asentamientos
Dadas las numerosas unidades del Ejército Popular de Yugoslavia en Bjelovar y la red de inteligencia existente, al poco de ser creada, la Unidad de Policía Especial abandonó la ciudad y estableció su base en el Centro de Enseñanza Kukavica (Nastavni centar Kukavica) de Mala Pisanica. Luego pasó a la zona recreativa de montaña de "Kamenitovac" (cerca de  Veliko Trojstvo) y a fines de 1991 se trasladó a un cuartel que dejó el JNA en el centro de Bjelovar.

### Armamento y entrenamiento
Apenas se constituyó la unidad, comenzó su adiestramiento. Este se intensificó después del incidente de marzo en Pakrac cuando primó una relativa calma. Durante la primavera de 1991, en Kukavica, continuó con su adiestramiento y equipamiento. 
En coordinación con el Ministerio del Interior, especialmente con la Unidad de Lucha contra el Terrorismo de Lučko, que se convirtió en su principal centro logístico, la PJP  pasó a armarse adecuadamente. De manera secreta, se le proveyeron armas antitanque portátiles (RPG-7).  Una cierta cantidad de AK 47 (Kalashnikov) se obtuvo a través de la Unión Demócrata de Croacia (HDZ).

## Acciones en la que participó la Unidad
| Fecha                                   | Acción |
| --------------------------------------- | --- |
| 02 / 30 de marzo de 1991.               | Enfrentamiento de Pakrac en marzo de 1991                                                                                  |
| 22 de mayo / 5 de junio de 1991.        | Segunda Intervención en Pakrac                                                                                             |
| 09 / 10 de junio de 1991.               | Tercera intervención en Pakrac. Búsqueda por el asesinato del oficial de policía                                           |
| julio / agosto de 1991.                 | Defensa de Glina y Prekopa.                                                                                                |
| 19 de julio de 1991                     | Emboscada en Sirač. |
| Agosto de 1991.                         | Defensa de Grubišno Polje.                                                                                                 |
| 19 de agosto / 2 de septiembre de 1991. | Cuarta intervención en Pakrac.                                                                                             |
| 26 de agosto de 1991.                   | Combate por Gornja Rašenica.                                                                                               |
| 1 de septiembre de 1991.                | Combate en Daruvar y Doljani.                                                                                              |
| 8 de septiembre de 1991.                | Quinta intervención en Pakrac: intento de rescate en Kusonje.                                                              |
| 14 de septiembre de 1991.               | Intervención en Velika Pisanica.                                                                                           |
| 16./17 de septiembre de 1991.           | Toma de control de los cuarteles del Polom del Ejército Popular Yugoslavo en Doljani .                                     |
| 21 de septiembre de 1991.               | Liberación de Ivanovo Selo.                                                                                                |
| 26/28 de septiembre de 1991.            | Sexta intervención en Pakrac. Primer bloqueo de la ciudad.                                                                 |
| 29 de septiembre de 1991.               | Combate en el cuartel Božidar Adžija.                                                                                      |
| Octubre de 1991.                        | Séptima intervención en Pakrac. Segundo bloqueo y apoyo.                                                                   |
|                                         | Búsqueda en pueblos fronterizos de Bjelovar.                                                                               |
|                                         | Participación en la Operación Otkos - 10.                                                                                  |
| 8 de noviembre de 1991.                 | Intercambio de prisioneros en Bosanski Samac.                                                                              |
| 12 de noviembre de 1991.                | Combate por Donja Vrijeska.                                                                                                |
| 11/12 de diciembre de 1991              | Octava intervención en Pakrac.                                                                                             |
| 26 de diciembre de 1991.                | Novena intervención en Pakrac                                                                                              |
| 1992                                    | Pakrac - Bucje. |
| 7 de mayo / 21 de julio de 1992.        | Slavosnki Brod. |
| 22 de enero de 1993                     | Maslenica. |
| 11 / 17 de septiembre de1993.           | Enclave de Medak. |
| 12 de mayo de 1995.                     | Batinjska Rijeka. |
| 30 de marzo / mayo de 1995              | Operación Bljesak |
| 30 de junio / 10 de agosto de 1995.     | Operación Oluja |
| Agosto de 1995                          | Junto a otras fuerzas. limpieza de territorios liberados en las áreas de Petrova Gora, Gračac, Korenica, Vrlika y Svilaja. |

## Comandantes
- 11 de abril de 1991 al 1 de septiembre de 1991: Miralem Aleckovic

- 1 de septiembre de 1991 hasta 2001 (fecha de su inactivación): Hamdija Mašinović.

## Bajas
Las bajas de la unidad por acciones de combate fueron:
- Muertos durante la guerra: 6.
- Heridos de distinta consideración: 50.
- Muertos luego de la guerra (a febrero de 2017): 27.

## Condecoraciones
Debido a los extraordinarios esfuerzos realizados durante la Guerra de la Patria, por decisión del Presidente de la República de Croacia, Dr. Franjo Tuđman, se otorgó:
- Medalla Conmemorativa de la Guerra Patria (Spomenicom domovinskog rata): 235. Post Mortum: 6
- Orden de Ban Jelačić (Red Bana Jelačića): 2.
- Orden del Duque Demagoja (Red kneza Domagoja): 17 personal activo y 4 retirado.
- Orden de Nikola Šubić Zrinski (Red Nikole Šubića Zrinskog): 19 activos y 1 retirado.
- Orden de la Cruz de Croacia (Red hrvatskog križa): 10.
- Orden del Trébol de Croacia (Red hrvatskog trolista): 76 activos y 18 de reserva.
- Orden de Petar Zrinski y Fran Krsto Frankopan (Red Petra Zrinskog i Frana Krste Frankopana): 6.
- Medalla de Participación en la Operación "Relámpago" (Medalja za sudjelovanje u operaciji "Bljesak"): 88 activos y 74 de reserva.
- Medalla de participación en la Operación "Tormenta" ("Oluja") (Medalja za sudjelovanje u operaciji "Oluja"): 128 activos y 90 reserva.

Con fines de homenaje, existe una asociación de exintegrantes denominada Specijalne jedinice policije Omega con sede en Bjelovar